# Bouaye

Bouaye este o comună în departamentul Loire-Atlantique, Franța. În 2009 avea o populație de 5,860 de locuitori.